# نادي لوغانو
نادي لوغانو لكرة القدم (بالإيطالية: Associazione Calcio Lugano)‏ نادي كرة قدم سويسري يلعب في دوري التحدي . تم تأسيس النادي في سنة 1908 .